# Campeonato Asiático de Atletismo de 2013 - Salto em distância masculino
A prova do salto em distância masculino do Campeonato Asiático de Atletismo de 2013 foi disputada entre os dias 4 e  5 de julho de 2013 no Shree Shiv Chhatrapati Sports Complex em Pune, na Índia. 

## Recordes
Antes desta competição, os recordes mundiais e do campeonato nesta prova eram os seguintes:
|                       | Nome                        | Nacionalidade  | Distância | Local      | Data                 |
| --------------------- | --------------------------- | -------------- | --------- | ---------- | -------------------- |
| Recorde mundial       | Mike Powell                 | Estados Unidos | 8m 95cm   | Tóquio     | 30 de agosto de 1991 |
| Recorde do campeonato | Hussein Taher Al-Sabee      | Arábia Saudita | 8m 33cm   | Jacarta    | 2000                 |
| Recorde asiático      | Mohamed Salman Al-Khuwalidi | Arábia Saudita | 8m 48cm   | Sotteville | 2 de julho de 2006   |

## Medalhistas
| Ouro              | Prata                     | Bronze              |
| Wang Jianan (CHN) | Kumaravel Premkumar (IND) | Tang Gongchen (CHN) |

## Cronograma
Todos os horários são locais (UTC+5:30).
| Data       | Hora  | Evento       |
| ---------- | ----- | ------------ |
| 4 de julho | 17:50 | Qualificação |
| 5 de julho | 17:00 | Final        |

## Resultados

### Qualificação
| Posição | Grupo | Atleta               | Nacionalidade          | #1   | #2   | #3   | Resultados | Notas |
| ------- | ----- | -------------------- | ---------------------- | ---- | ---- | ---- | ---------- | ----- |
| 1       | A     | Kumaravel Premkumar  | Índia                  | 7.82 | 7.84 | x    | 7.84       | q     |
| 2       | B     | Ahmed Faiz           | Arábia Saudita         | x    | 7.78 | x    | 7.78       | q     |
| 3       | B     | Lin Hung-Min         | Taipé Chinesa          | 7.60 | 7.62 | 7.75 | 7.75       | q     |
| 4       | B     | Mohammad Arzandeh    | Irão                   | 7.59 | 7.67 | 7.74 | 7.74       | q     |
| 5       | A     | Wang Jianan          | China                  | x    | 7.74 | x    | 7.74       | q     |
| 6       | A     | Supanara Sukhasvasti | Tailândia              | 7.53 | x    | 7.65 | 7.65       | q     |
| 7       | B     | Tang Gongchen        | China                  | 7.48 | 7.63 | x    | 7.63       | q     |
| 8       | A     | Shinichiro Shimono   | Japão                  | 7.53 | 7.60 | 7.46 | 7.60       | q     |
| 9       | A     | Ankit Sharma         | Índia                  | 7.30 | 7.50 | 7.51 | 7.51       | q     |
| 10      | B     | Andrey Reznichenko   | Uzbequistão            | 7.43 | x    | 7.46 | 7.46       | q     |
| 11      | B     | Konstantin Safranov  | Cazaquistão            | 7.38 | 7.29 | 7.19 | 7.38       | q     |
| 12      | B     | Henry Dagmil         | Filipinas              | 7.16 | 7.29 | 7.34 | 7.34       | q     |
| 13      | A     | Jassim Mustafa       | Emirados Árabes Unidos | 7.27 | 7.34 | 7.28 | 7.34       |       |
| 14      | B     | Arshad M.            | Índia                  | x    | 6.90 | 7.30 | 7.30       |       |
| 15      | A     | Hussein Al-Sabee     | Arábia Saudita         | 6.98 | x    | 7.24 | 7.24       |       |
| 16      | A     | Chan Ming Tai        | Hong Kong              | 6.99 | x    | 7.13 | 7.13       |       |
| 17      | A     | Sompong Vongphakdy   | Laos                   | 6.75 | 6.74 | 6.86 | 6.86       |       |
| 18      | B     | Abdulrahman Khamis   | Bahrein                | 6.76 | 6.77 | 6.48 | 6.77       |       |
| 19      | A     | Yang Zi Xian         | Macau                  | 6.52 | 6.50 | x    | 6.52       |       |

### Final
A final da prova ocorreu dia 5 de julho às 17:00.
| Posição           | Atleta               | Nacionalidade  | #1   | #2   | #3   | #4   | #5    | #6   | Resultados | Notas |
| ----------------- | -------------------- | -------------- | ---- | ---- | ---- | ---- | ----- | ---- | ---------- | ----- |
| Medalha de ouro   | Wang Jianan          | China          | x    | 7.63 | 7.78 | 7.65 | 7.94  | 7.95 | 7.95       |       |
| Medalha de prata  | Kumaravel Premkumar  | Índia          | 7.64 | 7.54 | 7.63 | 7.86 | 7.68  | 7.92 | 7.92       |       |
| Medalha de bronze | Tang Gongchen        | China          | 7.87 | x    | x    | 7.61 | 7.89w | 7.84 | 7.89w      |       |
| 4                 | Mohammad Arzandeh    | Irão           | 7.59 | 7.53 | x    | 7.43 | 7.76  | 7.75 | 7.76       |       |
| 5                 | Shinichiro Shimono   | Japão          | x    | 7.40 | 7.71 | 7.69 | x     | 7.55 | 7.71       |       |
| 6                 | Ahmed Faiz           | Arábia Saudita | 7.58 | x    | 7.44 | 7.47 | 7.37  | x    | 7.58       |       |
| 7                 | Supanara Sukhasvasti | Tailândia      | 7.52 | x    | x    | 7.42 | x     | x    | 7.52       |       |
| 8                 | Andrey Reznichenko   | Uzbequistão    | 7.11 | 7.45 | 7.35 | x    | x     |      | 7.45       |       |
| 9                 | Ankit Sharma         | Índia          | x    | 5.82 | 7.35 |      |       |      | 7.35       |       |
| 10                | Konstantin Safranov  | Cazaquistão    | 7.32 | 7.23 | 7.18 |      |       |      | 7.32       |       |
| 11                | Henry Dagmil         | Filipinas      | 7.15 | 7.27 | x    |      |       |      | 7.27       |       |
| 12                | Lin Hung-Min         | Taipé Chinesa  | x    | x    | x    |      |       |      | NM         |       |

Legenda
| Recorde mundial       | Recorde mundial (World record)               |                       | Recorde africano                      | Recorde africano (African) |                                           | Q | Classificado por posição (Qualified) |
| Recorde do campeonato | Recorde do campeonato (Championship record)  | Recorde da América    | Recorde da América (Americas)         | q                          | Classificado por melhor tempo (Qualified) |   |                                      |
| Melhor marca do ano   | Melhor marca do ano (World leading)          | Recorde asiático      | Recorde asiático (Asian)              | DNS                        | Não largou (Did not start)                |   |                                      |
| Recorde nacional      | Recorde nacional (National record)           | Recorde europeu       | Recorde europeu (European)            | DNF                        | Não terminou (Did not finish)             |   |                                      |
| Recorde pessoal       | Recorde pessoal do atleta (Personal best)    | Recorde da Oceania    | Recorde da Oceania (Oceania)          | DSQ / DQ                   | Desclassificado (Disqualified)            |   |                                      |
| Recorde da temporada  | Recorde da temporada do atleta (Season best) | Recorde sul-americano | Recorde sul-americano (South America) | NM                         | Sem marca (No mark)                       |   |                                      |